# Han Xin
Han Xin (chino simplificado: 韩信; chino tradicional: 韓信; pinyin: Hán Xìn; Wade-Giles: Han Hsin; 231/230 - principios del 196 a. C.) fue un general militar y político chino que sirvió a Liu Bang durante la Disputa Chu-Han y contribuyó en gran medida a la fundación de la dinastía Han. Han Xin fue nombrado uno de los "Tres héroes de los inicios de la dinastía Han" (chino: 漢初三傑), junto con Zhang Liang y Xiao He. También, se cree que Han Xi fue el inventor del conocido juego ajedrez.
Han Xin es más recordado como un brillante líder militar por las estrategias y tácticas que empleó en la guerra, algunas de las cuales se convirtieron en el origen de ciertos modismos chinos, fue invicto en la batalla y por sus logros fue considerado el "Dios de la Guerra". En reconocimiento a las contribuciones de Han Xin, Liu Bang le confirió los títulos de "Rey de Qi" en 203 a. C. y de "Rey de Chu" al año siguiente. Sin embargo, Liu Bang temía la creciente influencia de Han Xin y redujo gradualmente su autoridad, degradándolo a "Marqués de Huaiyin" a finales del 202 a. C. A principios del 196 a. C., Han Xin fue acusado de participar en una rebelión. Tras caer en una trampa, fue ejecutado por orden de la emperatriz Lü Zhi.